# Mosquiter cantaire
El mosquiter cantaire (Phylloscopus cantator) és una espècie d'ocell de la família dels fil·loscòpids (Phylloscopidae). Se'l troba tot l'any a l'Índia, Laos i Nepal. També nidifica a Bhutan i passa l'hivern a Bangladesh, Xina, Myanmar i Tailàndia. Els seus hàbitats principals són els boscos temperats, els boscos tropicals i subtropicals de frondoses humits de les terres baixes i de l'estatge montà i les plantacions. El seu estat de conservació es considera de risc mínim.